# .km
.km – domena internetowa przypisana od roku 1998 do Komorów i administrowana przez Comores Telecom (operator VeriSign).

## Domeny drugiego poziomu
- com.km - firmy - bez ograniczeń w ruchu.
- coop.km - spółdzielnie.
- asso.km - stowarzyszenia.
- nom.km - osoby («nom» oznacza "imię").
- presse.km - organizacje prasowe.
- tm.km - właściciele znaków towarowych.
- medecin.km - lekarze.
- notaires.km - notariusze.
- pharmaciens.km - farmaceuci.
- veterinaire.km - weterynarze.
- edu.km - uniwersytety i instytuty zawodowe.
- gouv.km - rząd.
- mil.km - wojsko.